# 四通桥事件
四通橋事件，又稱四通桥抗议，是于2022年10月13日发生在北京市四通桥上的抗议行为。一名抗议者在该桥挂起两条横幅并使用扩音设备播放诉求，公开反对中共中央总书记习近平，称其为“独裁国贼”，同时焚烧轮胎燃起浓烟以吸引路人注意。抗议者提出了罢免习近平的党政职务、普选国家主席、叫停清零政策等诉求，最终被赶到现场的警察当场逮捕，消防员清理现场并灭火为终。
該事件被視為六四事件後少見于北京的抗議運動。一些媒体将抗议者彭立发（网名：彭载舟）称为“孤勇者”（the lone warrior），“桥人”（Bridge Man），或“四通桥人”。许多异见人士亦把抗议者与坦克人相比较，称其为“新坦克人”。由於後續大批网络模仿、暗語的出现，中国政府对该事件在微信和微博等网络平台上实行高強度的噤声管制。本次事件的抗议者受到海內外跨世代异见人士的声援，不少人通過在網上分享抗議海報来凝聚共同的政治參與意識。據引述Instagram發佈相關異議資訊的平台統計，截至2022年10月23日，已收到來自全球328多所大學的1500多份反習標語目擊報告。
抗议者彭立发所用口号“不要核酸要吃饭、不要文革要改革、不要封控要自由、不要领袖要选票、不要谎言要尊严、不做奴才做公民”，被一个月后发生的白纸运动所沿用，成为中国各地城市和校园的抗争口号。抗议事件两个月后，中国国务院发布新十条，中国大陆事实上放弃“清零政策”。此次抗议亦被称为中国政府结束“清零政策”的开端。

## 事件背景
2012年11月，习近平在中共十八届一中全会上被推选为中共中央总书记和中共中央军委主席，接替胡锦涛成为第五代最高领导人。按照历来的不成文规定，习近平在2022年的中共二十届一中全会上，应将总书记和军委主席的职位交接于年轻一代的接班人，以待下次全國人大召開，連同國家主席一職一併交予新當選人，完成權力交接。部分媒体认为，习近平上任以后假借差別性的反腐败清除政敌，推行深化党和国家机构改革以集中个人权力，摒弃集体领导制度，要求全体政治局委员向总书记述职，要求「黨媒姓黨」，扼殺中國新聞自由，修改憲法廢除連任限制，又發起个人崇拜，“两个确立、四个意识、四个自信、两个维护”成为日常的政治口号。
自2021年8月开始，为应对持续的2019年冠状病毒病疫情，中国大陆开始探索施行“动态清零”政策。2022年3月以来，习近平多次发出指示必须坚持动态清零政策，强调这一防控方针是由中国共产党的性质和宗旨决定的。在实行期间，该政策被认为面对传染性更强的奥密克戎变异株时收效不理想，且在西安與上海等地采取该政策进行疫情防控时饱受争议。中国大陆当前的防疫政策被民众质疑，陷入两难境地。“躺平”可能由于疫苗接种率低、疫苗效力差等问题带来更多的死亡病例，“清零”则会因大规模封控、基本生活物资配送不畅的问题带来越来越多的次生灾害。2022年5月10日，世界衛生組織總幹事譚德塞在記者會上表示不認為清零政策可以「持久進行」，世卫组织認為「当我们对这种病毒有更好的了解及有很好的抗疫工具可使用时，过渡到另一个策略便非常重要」，并且已经與中国專家讨论過有關問題。
2022年10月，中共先后召开十九届七中全会、二十大和二十届一中全会。其中，中共中央总书记与中央军委主席的职务会在二十届一中全会上重新进行选举，一些人认为，习近平被認為很可能会在该次会议上续任这两个最有权力的职务，打破鄧小平時期訂下的废除干部领导职务终身制原則，再次连任最高领导人。而在中华人民共和国政治之中，这也几乎等同于他将在2023年第十四届全国人民代表大会上被继续选举为国家主席。习近平没有给出明确的预期连任的任期期限，如果中共二十大上也没有明确的接班人，习近平也很有可能在2027年的中共二十一大上继续连任，屆時他將逾74歲高齡。中共十九届七中全会于10月12日，即事件发生的前一日晚间闭幕。中共二十大则于2022年10月16日召开。

## 事發地點
北京市海淀区四通桥，位於中国高科技产业聚集区中关村科技园区和中国人民大学附近。桥名源自四通集团，该集团的创始人万润南因支持八九民运而被迫流亡法国，后曾任民主中国阵线主席。

## 事件经过
2022年10月13日中午，一名抗议者在北京海淀区四通桥上拉出两幅白底红字标语横幅，并使用扩音设备播放诉求。现场燃起浓烟，可能是抗议者点燃轮胎以吸引民众注意或阻碍警察抓捕。抗议者头戴黄色安全帽，身穿橘色工作服，可能是为了伪装成市政工人以此避免被警察盘问或引起过路车辆警觉。由于抗议者放火造成大量烟雾，起初许多人误认为这是一起自焚抗议事件。

## 抗议者
抗议者本人目前已被中国警方秘密逮捕。抗议者为此前在推特上打出过相同口号的彭载舟（本名彭立發）。同时他还在ResearchGate留下長達23页詳細說明的宣传材料，呼吁民众在10月16日（二十大开幕当天，周日）开始罢课罢工以及汽车鸣笛等行动。

## 事件后续

### 彭立發被捕

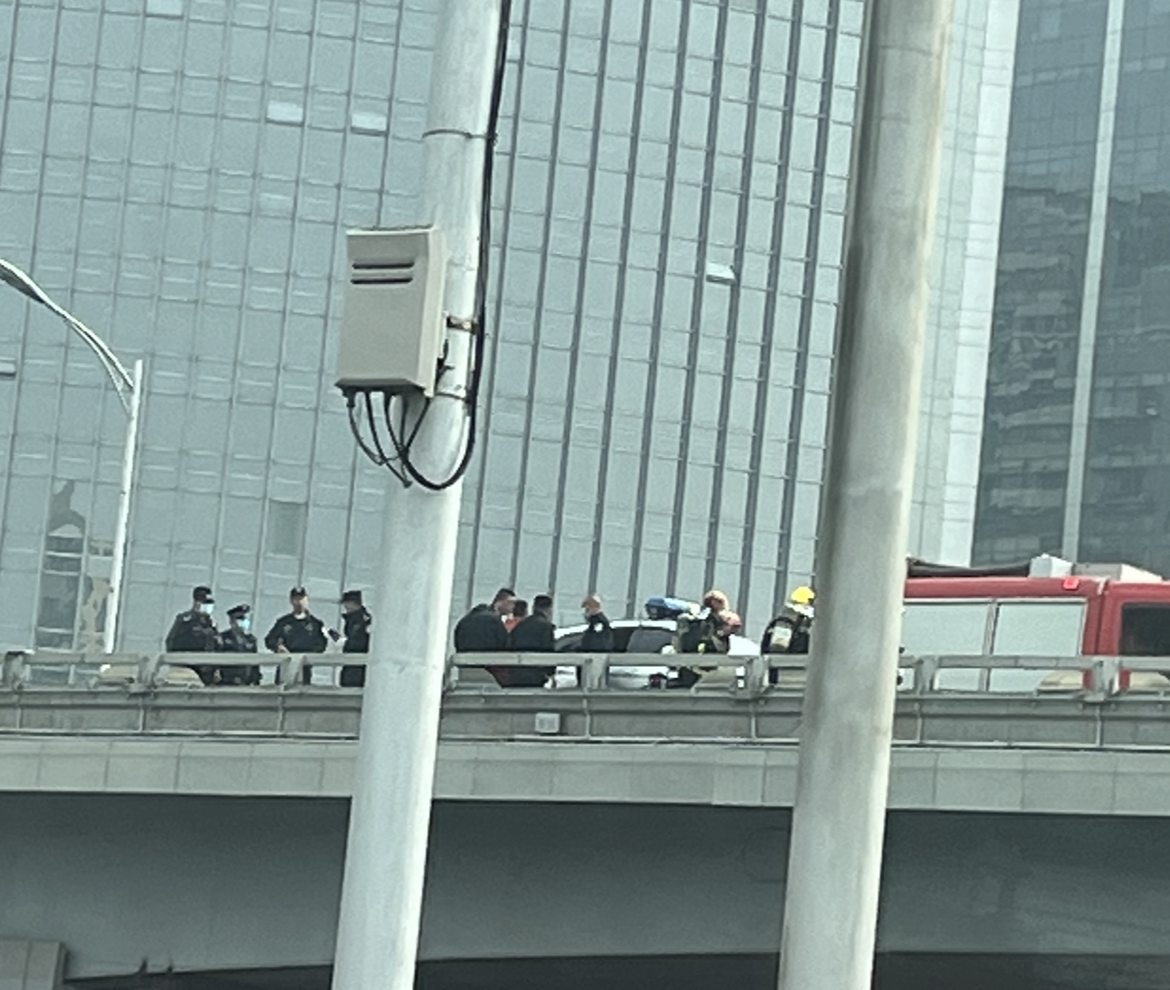
警察和消防员到達四通橋抗议現場

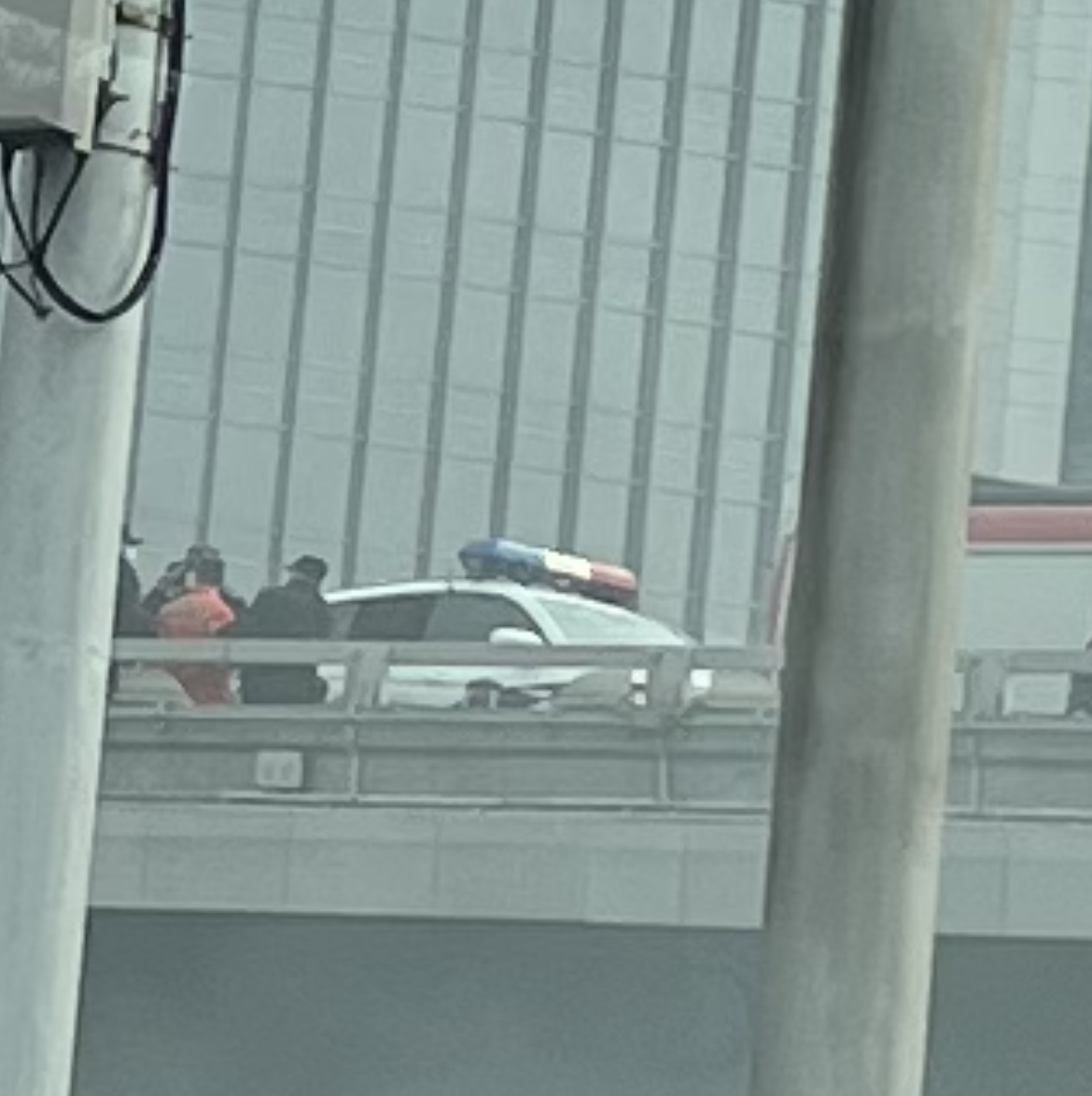
四通橋抗議者彭立发被帶上警車

当地警察和消防人员迅速抵达现场抓捕抗议者，并灭火、清除有关抗议标语横幅和播音设备。中午12点30分许，抗议者被戴上手铐随后被带上警车。据CNN报道，当CNN记者於当天下午3点30分抵达现场时，现场已无任何标语和抗议者，大量警察在现场附近巡逻。警察会在附近盘查路人身份，但拒绝承认有任何事件发生，在场的美联社记者则被警察盘查身份3次。
疑似抗议者彭立发的部分推特等网络公开推文被删除，部分媒体怀疑是中国警方在掌控了彭立发的手机与有关账号以后删除的。
2023年10月12日，四通桥事件发生一周年之际，美国之音发布独家报道称，透过中国国内的信息源确认彭立发仍被当局关押在一处秘密地点，其直系及旁系家属则受到不同程度的监控。
截至2024年1月7日彭立发的50岁生日之際，彭立发仍被中国当局秘密羁押中。

### 彭立發定時發文
10月16日上午9时，即二十大开幕会召开前1小时，彭立发号召的罢课罢工的开始日期当天，彭立发已被清空的推特突然用繁体字发出一条引用了孫中山國父遺囑的禁止评论推文：“余致力国民革命，凡四十年，其目的在求中国之自由平等。积四十年之经验，深知欲达到此目的，必须唤起民众及联合世界上以平等待我之民族，共同奋斗。孙文”由于彭立发极有可能仍被警方控制当中，因此网络舆论与媒体推测，这可能是利用网页端定时推文功能提前设定好发送的。

### 現場長期維穩

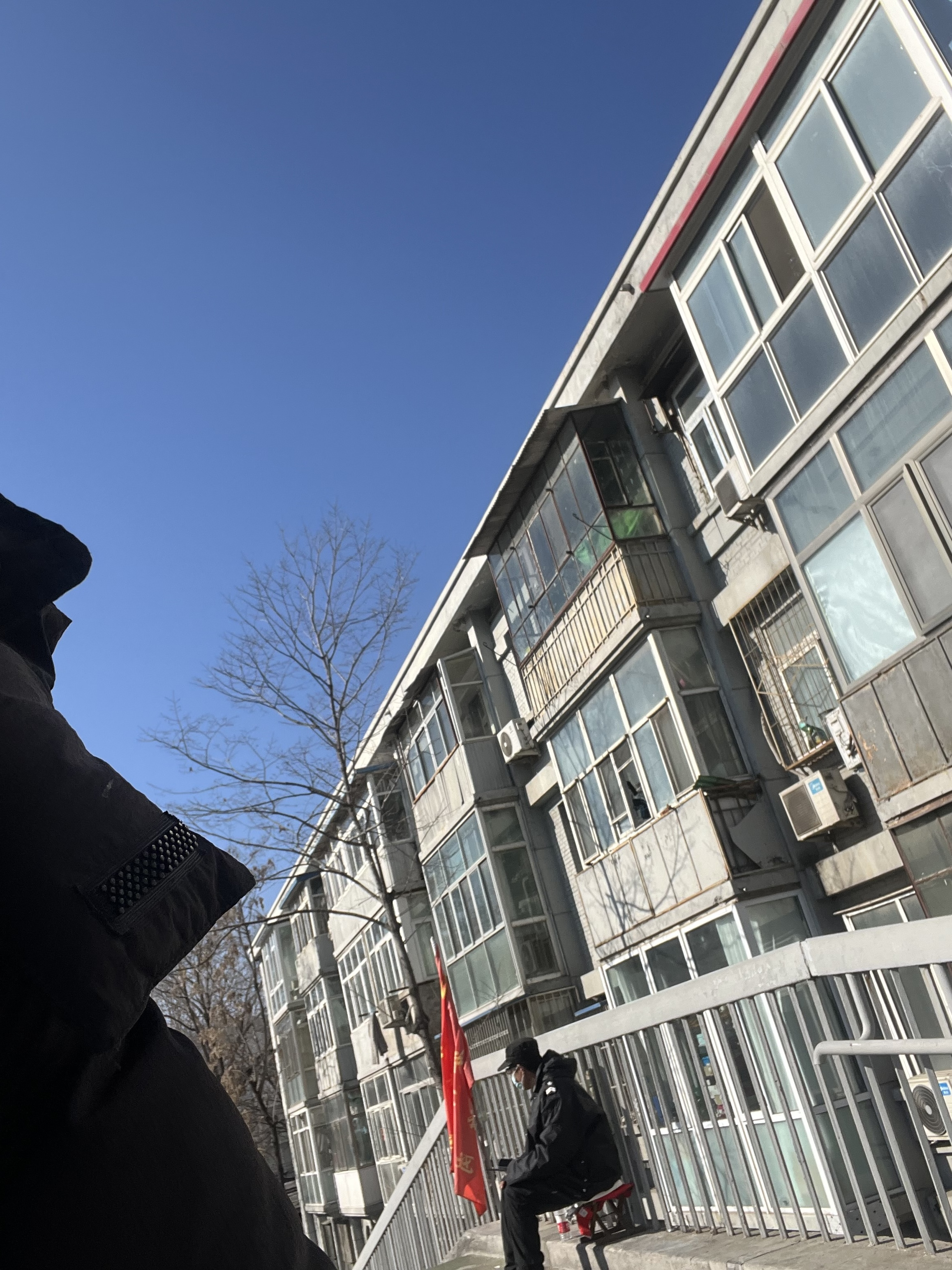
四通桥附近的一座过街天桥上，一位“看桥员”正在看桥，2024年2月

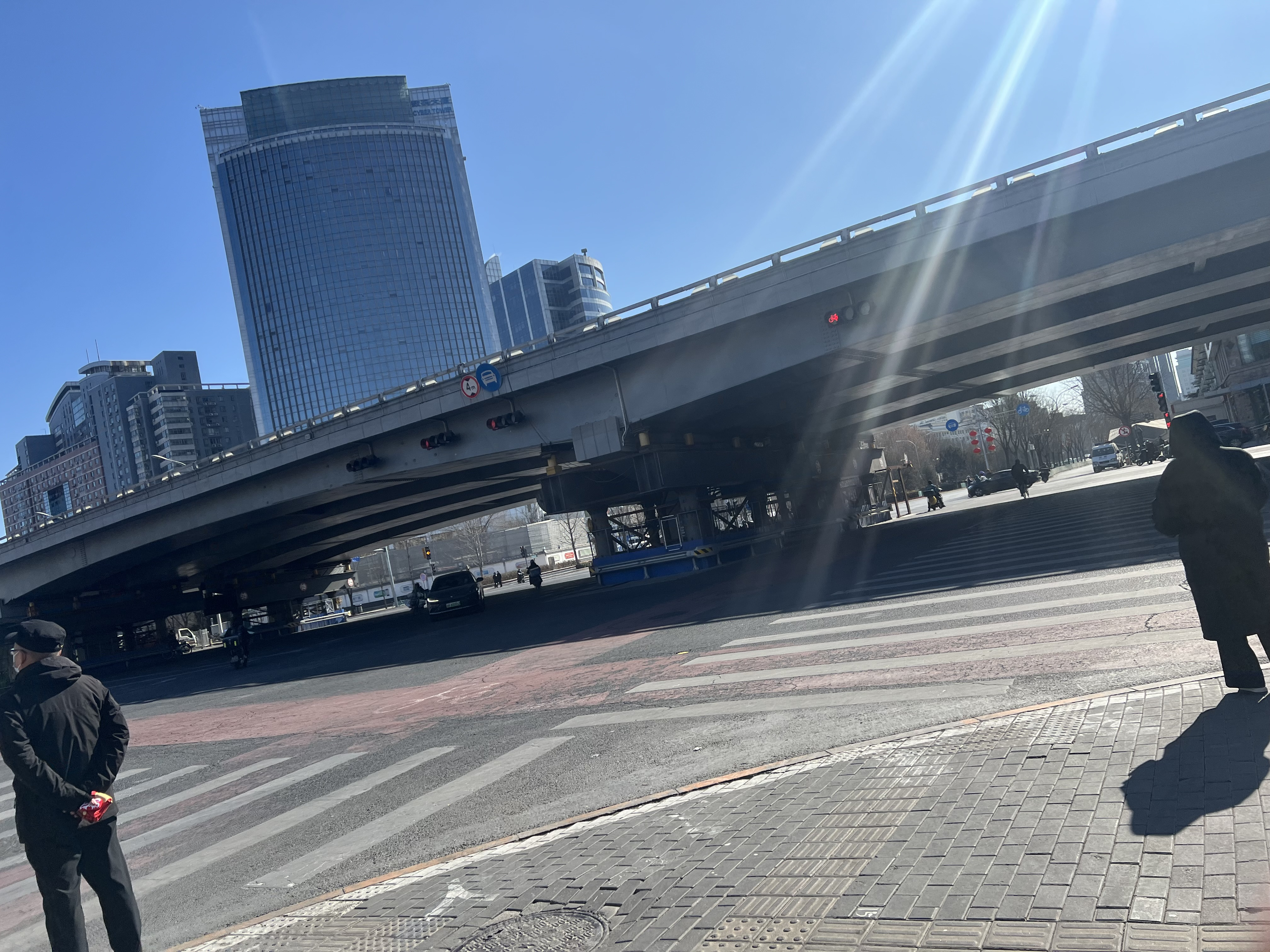
2024年2月的四通桥，桥上的“四通桥”路牌已消失，取而代之的是一个限高标志，照片左下角身着黑衣者为执勤人员

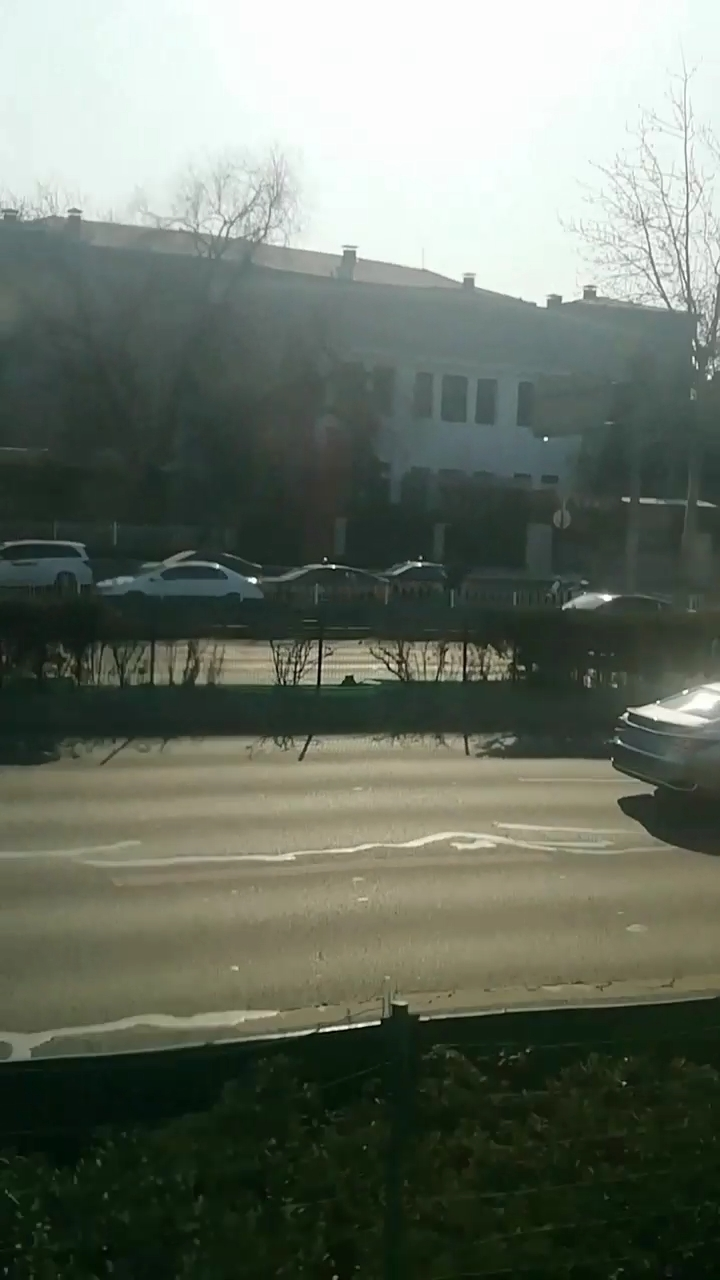
由图可知，原来在三环主路中央绿化隔离带上的四通桥标识已被拆除，只剩下金属底座，但位于其东部的联想桥标识依然存在

自事件发生后，北京当局開始招聘「看橋員」，其穿着标有“中国民兵”或“志愿者”的服装，24小时两班制，一班工作12小时，每日工資為320元，24小时监控北京市所有桥梁。市民購買超過一米的布匹、甚至油漆需要进行實名登記。看橋員意外成為了彰顯四通橋事件的產物，更被民眾戲稱為中國“最新的一道風景線”，不過也有說法認為市民已經習慣被管束，可能不會多做聯想。
2023年5月30日，根据中央广播电台等多家媒体报道，当局已经将位於北三環西路和中關村大街交匯處的四通橋路牌拆除，且于百度地图上也无法搜出四通桥的结果。
2024年1月，清華大學一名副教授蔡萬煥在課堂給學生上思政課時，談及「中國言論自由」議題，不信學生「便衣警監控四通橋」言論，於是親自前往四通橋拍照，遭公安留置盤問並登記個人信息。

### 網絡审查

#### 屏蔽下架
中华人民共和国政府此后迅速在网络上封锁相关的照片与视频，並有針對關鍵字逐漸擴大的趨勢，但觀察人士指民怨已深，這反而加劇欲蓋彌彰的問題，對當局來說十分兩難。中国大陆视频平台哔哩哔哩中，所有含有关键词“四通桥”、“北京”+“桥”、“北京”+“抗议”（甚至含有“北京”+“抗疫”的音频也被误检测）的视频的下方评论区及弹幕都已被暂时屏蔽。香港歌手陈奕迅的《孤勇者》和台湾乐队草东没有派对的《勇敢的人》的评论区被审查，中国大陆乐队“不优雅先生”的歌曲《四通桥》被中国各大音乐平台下架，此外，“北京”“北京橫幅”“海淀”“勇士”“勇者”“勇气”“勇敢”等关键词在微博等平台上被限制搜索。
次年的六四三十四周年纪念日前夕，四通桥的路牌被拆除。同时，在百度地图、高德地图等中国大陆的地图软件中，无法再搜索到四通桥的信息，只有四通桥南，四通桥西和四通桥东公交站仍可正常搜索未被更名。

#### 禁言封号
许多中国大陆网民在推特等国际社交媒体表示，自己因在微信和微博上分享了事件相关图片，导致账号被永久或限期封锁。一些人涌向微信母公司腾讯公司在微博上的客服超话，试图以认错的方式恳求恢复他们的微信账号。
另外，有网民因为发表一条只写有“我看到了”的帖子就被封禁60日。

### 港媒集體噤聲
大部分香港主流媒體沒有報導四通橋事件，而香港01在2022年10月13日下午曾以「二十大前北京驚現示威：不要封控要自由  有人拉橫幅燒物品被帶走」為題報導，報導主要從抗議防疫措施的角度出發，但數小時後報導下架。獨立記者林彥邦認為，香港01報道的內容不全面而且帶有選擇性。香港01當天有派記者到四通橋查核，知道發生了這樣一件事情，因此不會是因為這個事情是假的。
有港媒中国组记者告诉德国之声，事发时公司“已读不回”，相信在目前气氛下，这类题目很可能要经过新闻部以外的高层審查批准才能报导。香港中文大學新聞與傳播學院教授李立峯表示香港主流媒體沒有報導，帶有自我審查的意味，港媒做中國新聞要找人評論十分困難，媒體也可能因而不報導。香港浸會大學新聞系前助理教授杜耀明表示港媒由於自我審查放棄報導，香港新聞自由收窄的同時，也失去作為觀察中國發展的重要角色，相信未來類似敏感事件香港主流媒體也未必會報導。香港记者协会表示“在各传媒严格自我审查下，香港本属墙外的世界，已悄然被圈在墙内。”

## 司法回应

### 公安机关回應
自由亚洲电台记者就此事件分别致电四通桥所在辖区的中关村派出所和北京市公安局海淀分局，所得到的答案都是“无可奉告”。此後，記者又致電北三環四通橋大鐘寺派出所，該所聲稱無法回答，亦拒絕提供負責部門聯絡方式；而海淀分局則叫記者向北京市公安局的對外信息發布部門聯繫，但市公安局信息部门無人接聽。記者其後再次致電海淀分局及大鐘寺派出所查詢，他們都口徑一致地指不知情，稱“你是哪的啊？我不太清楚你說的事。”

### 律师观点
曾为刘晓波辩护的维权律师莫少平表示，如果抗议者的亲属和抗议者本人确认希望他出场为其辩护的话，他可以担任抗议者的辩护律师。莫少平认为，中国政府起诉抗议者的罪名有三种可能，一是寻衅滋事罪，二是煽动颠覆国家政权罪，三是颠覆国家政权罪。其中，最后一种罪名最严重者可能会处以无期徒刑或者十年以上有期徒刑。在美国的律师王清鹏表示，彭立发的行為无罪。

## 响应活动

### 張貼和傳播標語

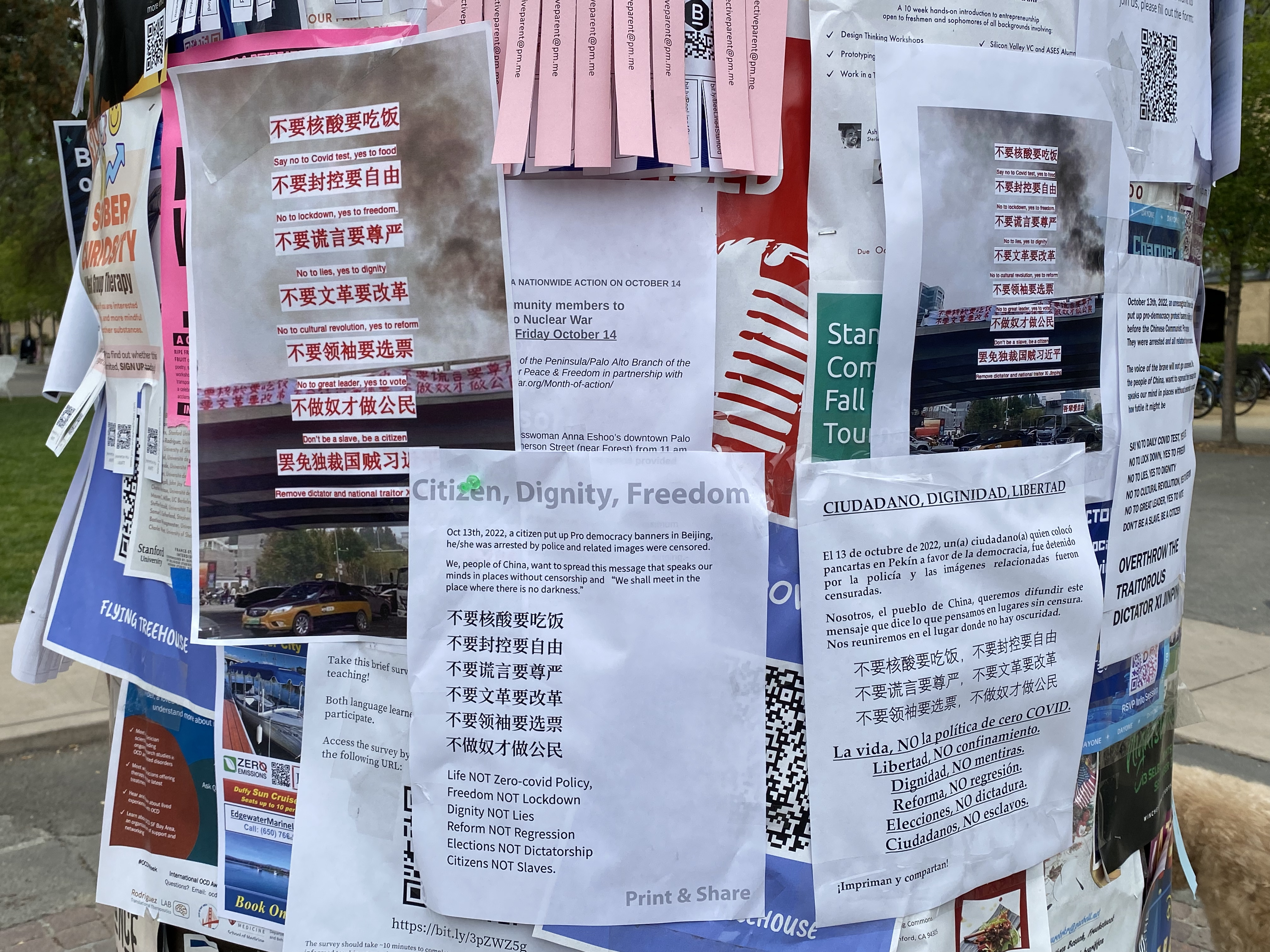
斯坦福大学张贴的反习标语

据媒体报道，10月14日，推特流传的多张照片显示，包括美国（如哈佛大学、耶鲁大学、斯坦福大学、普林斯顿大学、麻省理工学院、加州大学伯克利分校等）及加拿大、英国、意大利、韩国、荷兰、日本、新加坡等国家的知名大学校园内，都出现了声援该抗议者及谴责习近平独裁的标语海报，同时新西兰基督城基督城中国领事馆外亦有类似情形。
此后，据报道，包括中國電影資料館藝術影院的男厕在内，中国大陆多地陆续传出有公共场所出现声援抗议者和反对专制独裁以及反对清零政策等的標語以及文宣。还有一些人通过苹果系列智能设备產品的AirDrop功能远程传播相关标语口号和文宣。

### 遊行示威及抗議
10月14日，在巴黎的华人聚居区十三区，出现一辆挂着标语横幅的货车，横幅上写有“习主席：两任下台，请不要破坏规矩”“释放王炳章、高智晟、张展等一切政治犯，喜迎二十大”等字样。活动参与者曾先生接受采访称并非针对彭立发事件，而是早有计划，说明大家心意相通，并希望有个蝴蝶效应，希望（他）在巴黎吹个风，或者（彭立发）在北京吹个风，能够吹到习近平那里，他能反省一下。
10月16日，在乌得勒支中央火车站前和洛杉磯中國領事館前，都出现了支持彭立發並打出與四通桥抗议內容相同或类似的横幅，反对习近平独裁的抗议者。在洛杉矶市政厅外的天桥上，一名据称是“粤国独立党”（Cantonia Independence Party）的成员打出另一个类似的横幅标语，写有“不要核酸要法治，不要封城要自由，不要华语要母语，不要奴役要独立，不要中国要解体，不要广东要粤国”。 事件一度在互联网上被流传为是在广东本土发生，因而获得了相当大的传播度。
10月23日晚间，在上海襄阳北路，有两人手持一条横幅，在街上游行，视频显示游行者一度在机动车道上游行。游行者手持的白色横幅上写了三遍“不要 要”。另有几人跟随手持横幅的两人一道游行，高唱《国际歌》，并拍摄录像，其中一人称“我们一直想干这个”。这被部分媒体认为是“四通桥2.0”。

### 全国性示威
11月27日凌晨，在上海乌鲁木齐中路，有民众为纪念乌鲁木齐火灾，聚集起来示威游行，喊出“共产党下台”、“习近平下台”以及“不要核酸要自由”等口号。

### 對響應活動的處理

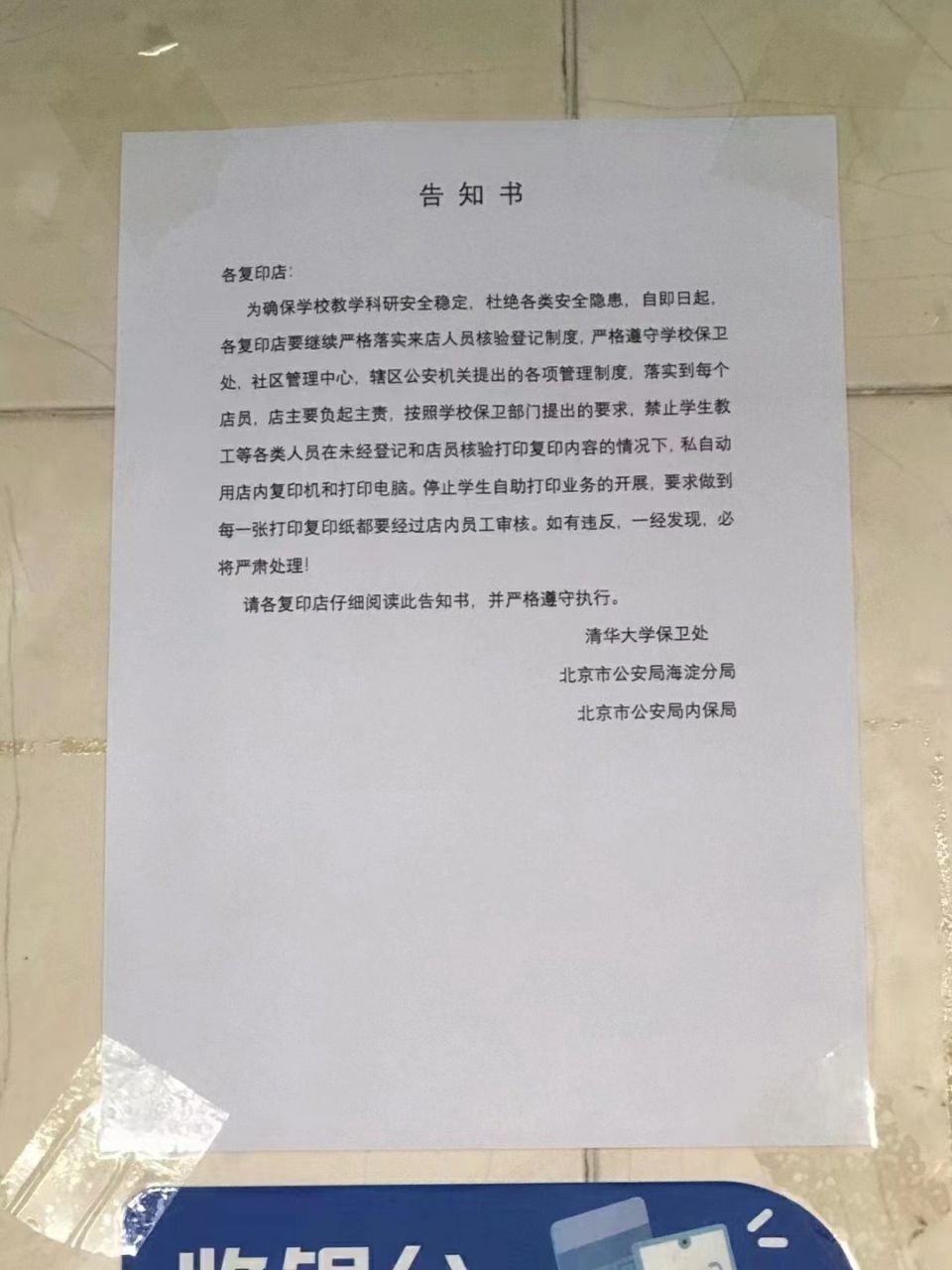
北京清华大学张贴通知限制打印店提供特定服务

#### 禁止打印及限制「隔空投送」
据报道，清华大学等部分高校院校禁止学生自助打印，要求打印内容必须经过打印店工作人员审核，疑似为阻止学生印制海报声援彭立发。其後改為實名制登記。
10月17日，据报道，综合社交媒体信息，有中国院校此后发出紧急通知，以「保護個人隱私」為藉口，要求有蘋果手機的同學關閉「隔空投送」功能。通知又說，如同學收到「不當」或「有害」信息，要「迅速刪除，不得轉發或轉播」。
11月10日，苹果公司发布iOS版本16.1.1，在中国大陆发售的iPhone更新此版本后默认关闭隔空投送功能，接收来自所有人的隔空投送消息也被限制为需手动开启、单次10分钟，不可以长期置为接受陌生人消息状态。有认为此项改动与本次抗议有关，随后于12月14日发布的iOS 16.2，该改动在全球范围内生效。

#### 威脅、傳喚、拘留與審判
據報道，實名露臉響應並支持抗議者的留學生韓宇濤在中國的家人遭到威脅打壓，被脅迫勸他「勿做漢奸」，韓表示不害怕。
上海大学退休教师顾国平因在推特转发四通橋抗議相关内容而被警察帶走拘禁10天。
據報道，有許多在網路上轉發照片的中國大陆民众陸續遭到警方傳喚或拘留，維權人士王劍虹指出，有網名「曙光」的海南民眾黃宏棒，因轉發四通橋抗議圖片被拘留10天，又因10天沒有做核酸檢測被拘留10天，共20天。
10月15日深夜，一名在香港工作的石姓内地籍工程师，到香港立法会公众活动示威区张贴声援彭立发海报，并手机拍照传到社交媒体上。其后被香港警方以“煽動意圖罪”拘捕。警方指控其“所用字眼意图煽动他人对中央政府或中央领导人产生憎恨或藐视。”

### 后续类似事件

#### 湖南·新化
2024年7月30日，湖南省新化县天桥上挂起北京四通桥曾经出现过的横幅，在原先的基础上将「不要核酸要吃饭」改为「不要特权要平等」，其他内容保持不变。
横幅现场还播放以下口号：
要自由，要民主，要選票！
罷課罷工罷免獨裁國賊習近平！
当事人为当地22岁青年方艺融，曾参与白纸运动，后遭監視軟禁。他堅信民主思想終將在中國生根，冒著被關精神病院或死於獄中的風險表達抗爭。传闻其已被捕。

#### 四川·成都
2025年4月15日凌晨，四川省成都市茶店子客運站的站外天橋出現三幅竖挂标语，分別是：
沒有政治體制改革就沒有民族復興
人民不需要一個權力不受制約的政黨
中國不需要誰指明方向，民主才是方向
抗议者名叫梅世林，四川沐川县人，27岁。据其自述，这些条幅筹备已久。行动前，他因与「深圳大视野志远科技（成都）有限公司」发生劳动纠纷，在投诉至劳动监察部门时遭推诿和挂断电话。
据李老師不是你老師等知名帳號表示，收到抗議者標語投稿及身份證照，其希望公開身份並傳播訴求。後續投稿者失聯，疑遭到當局逮捕，其最後留言盼早日實現民主。事件發生日期是前中共總書記胡耀邦祭日，其逝世曾引發六四運動。

## 诉求结果
| 诉求             | 状态 | 状态 |
| ---------------- | ---- | --- |
| 阻止习近平连任   |      | 失败，習近平在中共二十屆一中全會再次連任中共中央總書記、在第十四屆全國人民代表大會第一次會議再次連任并第三次担任国家主席。 |
| 罢免习近平       |      | 失败，习近平继续担任中华人民共和国主席、中共中央總書記。此议题在白紙運動中得到部分集会民众响应。                           |
| 实施政治体制改革 |      | 失败，当局没有对此诉求回应。                                                                                               |
| 结束动态清零政策 |      | 在白紙運動中得到民众集会响应，最终防疫措施逐步解除。                                                                       |

### 习近平的后续选举情况
2022年10月22日，中共二十大闭幕会上，习近平当选中央委员，并于次日的二十届一中全会上全票再次当选中共中央总书记、中共中央政治局常委、委员、中央军事委员会主席。
2023年3月10日，十四届全国人大一次会议上，习近平全票再次当选国家主席，成为中华人民共和国成立以来第一位任期超过两届的国家主席，任期超越毛泽东、刘少奇、李先念、杨尚昆、江泽民、胡锦涛等历任国家主席。

### 清零政策的终结
习近平主导的动态清零政策仍继续实行，尽管官方仍表示清零政策“不动摇”，但已有消息称中国政府正寻求渐进放宽防疫限制。另外，针对中国境内多地出现长期大范围封控的情况，中国国家卫健委再次要求不得“一刀切”及“层层加码”，并点名批评河南郑州等地的过度防疫现象，其后多个地方调整了被指过度的防疫政策。
2022年11月10日，中共中央總書記習近平主持中共中央政治局常委會會議，繼續強調堅定不移貫徹「動態清零」總方針，要完整、準確、全面貫徹落實黨中央決策部署。次日国务院联防联控机制公布优化防控措施20条，较之前的政策略有松动，例如取消国际航班熔断机制、高风险区外溢人员由集中隔离改为居家隔离、不再判定密切接触人员的密接人员（即“次密接”）等。但大部分地区未按措施执行，基层“层层加码”现象仍然严重，二十条措施形同虚设。
2022年11月24日，新疆乌鲁木齐市发生火灾导致10人死亡，紧接着中国多地出现抗议动态清零政策的示威活动。12月7日，「新十条」公布，疫情防控措施开始大幅度转向，全国大部分地区于当日起停止了大规模核酸筛查，也取消了对跨地区铁路、公路、民航出行旅客的落地核酸检测及管控，被认为事实上结束了清零政策，转向与病毒共存。12月13日，被认为是造成清零政策施行期间各地“层层加码”的源头——行程卡终止服务。

## 各界评论

### 中国大陆

#### 民运、异见人士
- 曾參與八九民运的王丹认为，“在這樣的敏感時刻，做出這樣的壯舉，這位英雄顯然已經做好了為此付出巨大代價的思想準備，當局也不可能放過他”。并认为中国有勇士，他是當代的新的坦克人。还表示是因为习近平的再次连任使中国人“感到绝望”，认为“絕望之下才會有反抗”，“不是第一次有人站出來，也不會是最後一次。”王丹称其为勇士，并“表示最大的敬意[101]”。
- 新闻工作者高瑜认为“33年之后，他是北京又一个王维林[註 3][29]。”
- 中共中央党校前教授蔡霞表示，很担心这个时候挺身而出的勇敢抗议者的安危，国际社会和整个世界应该都来关注这件事情，尽可能减少当局对这位抗议者的残酷迫害[29]。
- 旅美作家方舟子称赞抗议者为“北京四通桥勇士”[102]“新时代的坦克人”[103]，表示其勇气可嘉，“只要能熬过去，人不被整死，出来就又是一条好汉[24]。”
- 任教纽约市立大学的法律學者滕彪認爲此舉「非常勇敢」、「非常震撼」，「在過去10年習近平的統治下，民間社會的空間已急遽萎縮。大量的異議人士跟維權人士被關押或噤聲，幾乎沒什麼人敢說話。像這種街頭抗爭就更加罕見，面臨的風險也更大，所以有人把這個比做是『新坦克人』，他的確有一種震撼人心的效果[34]」。
- 因二十大，被当局强制遣往四川监视性“旅游”的胡佳在记者多次尝试后终于得以接通电话，并表示对抗议者“真的佩服”，但自己是趁机逃离国保警察监控才得以接通电话，国保警察正在身后追自己，因此不方便多说[61]。

#### 政府部门
- 10月14日中国外交部例行記者會上，有记者提问：“昨天，在北京海淀区的一座桥上有过一场抗议。你能确认打出横幅标语并纵火的抗议者现况如何吗？谢谢。”发言人毛宁回应称：“我不了解你说的有关情况[104][105]。”而当日外交部網站發佈的記者會問答記錄中沒有該項存在[106]。

#### 明星、影视、艺术从业者与网络红人
- 曾在中國大陆網路引起爭議的网红“人类高质量男性”徐勤根在法国巴黎发声声援彭立发[107]。
- 第六代导演代表人物、前中国影协理事胡雪杨导演的声援铁链女的电影《SOS》在法国上映后，电影制片人美籍上海人严歌苓到现场致辞向彭立发致敬[108]。

### 香港
- 香港立法會资讯科技界末任议员，太平绅士莫乃光表示，“并非一切都像领导人们想要他们的人民相信的那么美好[109]”。

### 台灣

#### 民间人士
- 10月25日，流行病专家何美乡在自己生日当天发文感叹抗议者所追求的事物，“台湾人，你已经都有了耶！可不要一不小心就丢了全部！”陈时奋也使用翁达瑞的笔名跟帖称“well said”（即“说得好”），表达认同[110]。
- 日本产经新闻台北支局长矢板明夫将横幅标语与周恩来死后四五运动中出名的诗歌《欲悲闻鬼叫》相比，并希望这一次的抗议者能夠和1976年的抗議者們一樣，有獲得自由的那一天[111]。

#### 台湾基进
- 10月17日，台灣政黨台湾基进举行记者会，向爭取中國自由民主的「反習壯士」表達敬意，并打出“反习壮士争民主，基进跨国门相挺”的口号[112]。
- 秘書長王興煥對「新坦克人」表達樂見和敬佩，並質疑習近平用外部衝突化解內部矛盾，老掉牙把戲還能奏效多久[112]。
- 台中市议员（北屯区选区）候选人楊欣怡表示，“彭載舟至下落不明，宛如新時代的‘坦克人’，彭與台灣基進同樣都在捍衛與爭取自由民主並無差異。在台灣我們可以公開不受拘束批評獨裁，身為台灣人，一定要好好記得這個差距，並謹慎地思考台灣人的將來[112]。”
- 台南市议员（东区选区）候选人李宗霖认为，四通桥事件是继新疆、香港、台湾等问题之后，成为习近平伟大民族复兴梦的最大挑战[113]。

### 美国
- 美国共和党籍參議員托德·揚表示「一些中国公民在北京市中心向权力高层诉说真相的勇气鼓舞人心。他们无疑会遭到当局惩罚，但我祈祷他们的行动能够鼓励更多中国公民为一个更美好的未来而奋斗，而不是中国共产党强加给他们的未来[109]」。
- 美国汉学家、加州大学河滨分校特聘教授林培瑞说，虽然抗议者只是孤身一人，但他的谴责可能是中国更广泛的不满情绪的象征。“毛泽东自己都说过，‘星星之火可以燎原’，这就是我在这里看到的情况。”

### 各国媒体
- 印度《第一邮报》将此事件称为“天安门事件2.0”[114]。
- 美國之音認為這是自六四事件以来北京街头首次出现直接挑战现政权的横幅标语[29]。
- 《纽约时报》认为此事件是中共二十大前被严格控制的社会环境下的一次例外，尽管民间有所不满，政治宣传无孔不入，但中国民间很少有人公开讨论此类话题，相比二十大对普通人的日常生活造成的干扰，这类问题被认为太过敏感[115]。
- 多家媒体注意到，香港主流媒体对此事大多不予报道，少有的《香港01》报道此事的稿件[116]在发出后随即撤下，反映香港新闻审查进一步加剧[117][118][119]。仅有英文网媒香港自由新闻在事发一天后，以“反习示威后中国审查网上言论，香港媒体噤声”为题报导[120]。事件令外界加深香港新聞自我審查的疑慮，前立場新聞採訪主任暨ReNews創辦人林彥邦指出，自從《港區國安法》在2020年實施後，香港新聞自由不斷滑落，而機構和工作者自我審查的情況更明顯，反映香港的媒體生態與中國大陸已經差不多[119]。

## 相关争议
- 一名自称“朱子豪”的人士在其微信朋友圈留言称在自己留学的荷兰瓦赫宁恩大学看到“反华海报”（即声援抗议者、反对习近平的海报），自称已与学校及市政府、警方等交涉，称“校领导”认为这是“仇恨/反动/破坏中荷友好的行为”，“严重违背瓦大和荷兰政府价值观”，并称“相关负责人在查证后会受到学校的严重处分”，校方已在他的“监督下”“移除了所有非法海报”，认为自己是“替天行道”，并放出自己独自撕下撕毁相关海报的视频[121][122]。然而，据自由亚洲电台咨询瓦大校方后，瓦大校方回应称「朱子豪」屬造謠，該人聲稱該校會配合其打壓言論自由的「說法不屬實」，并重申校方尊重言论自由，亦有在校方推特上就此事回复网友，称会正反言论都值得尊重。自由亚洲电台还报道称，在比利時天主教魯汶大學亦有撕毁、反对相关海报的人士和行为。据称，自由亚洲电台记者已在Facebook上找到了一名有在瓦大留学经历的名为朱子豪的用户，但尚未收到该用户对采访问题的回复[121]。